# Heuliez GX 137
De Heuliez GX 137 / Iveco GX 137 is een autobustype van de Franse busfabrikant Heuliez Bus en is de kortere versie van de Heuliez GX 337. De GX 137 is de opvolger van de Heuliez GX 127, die eind 2013 uit productie ging.
Samen met de Heuliez GX 337 en de Heuliez GX 437 vormt de Heuliez GX 137 een reeks genaamd Acces BUS van de derde generatie.
In 2013 ging Irisbus verder onder een nieuwe naam, Iveco Bus en werd de GX 137 uit hun gamma gehaald. Heuliez Bus mocht nog verdergaan onder hun eigen naam en hiermee bleef de GX 137 nog bestaan.

## Eigenschappen
De bus werd ontworpen op een Iveco Bus Urbanway 10,5-chassis. Hierdoor heeft de bus dezelfde eigenschappen als de Iveco Bus Urbanway. Alleen de voorkant van de bus is gelijk aan dat van de Irisbus Citelis. Er is een twee-deursversie en een drie-deursversie leverbaar.
De bus is optioneel leverbaar met de volgende ontwerptoevoegingen:
- Panoramisch/glazen dak over de gehele lengte van de bus
- Driehoekvormige glazen wand onder de ramen. Dit is mogelijk aan weerszijden van de bus en kan worden geplaatst tussen de voorste en middelste deur.

| Heuliez GX 137         | Heuliez GX 137                                               | Heuliez GX 137                                               | Heuliez GX 137                                               | Heuliez GX 137                                               |
| ---------------------- | ------------------------------------------------------------ | ------------------------------------------------------------ | ------------------------------------------------------------ | ------------------------------------------------------------ |
|                        | GX 137                                                       | GX 137                                                       | GX 337 L                                                     | GX 337 L                                                     |
| Bouwjaren              | 2013-heden                                                   | 2013-heden                                                   | 2013-heden                                                   | 2013-heden                                                   |
| Carrosserie            | Heuliez Bus                                                  | Heuliez Bus                                                  | Heuliez Bus                                                  | Heuliez Bus                                                  |
| Chassis                | Iveco Bus Urbanway                                           | Iveco Bus Urbanway                                           | Iveco Bus Urbanway                                           | Iveco Bus Urbanway                                           |
| Motor                  | FPT Industrial Tector, EEV Euro 6                            | FPT Industrial Tector, EEV Euro 6                            | FPT Industrial Tector, EEV Euro 6                            | FPT Industrial Tector, EEV Euro 6                            |
| Vermogen               | 184 kW (250 pk)                                              | 184 kW (250 pk)                                              | 184 kW (250 pk) Optioneel: 210 kW (286 pk)                   | 184 kW (250 pk) Optioneel: 210 kW (286 pk)                   |
| Versnellingsbak        | - Automaat Voith Diwa D854.6 - Automaat ZF Ecolife 6 AP 1200 | - Automaat Voith Diwa D854.6 - Automaat ZF Ecolife 6 AP 1200 | - Automaat Voith Diwa D854.6 - Automaat ZF Ecolife 6 AP 1200 | - Automaat Voith Diwa D854.6 - Automaat ZF Ecolife 6 AP 1200 |
| Totale lengte          | 9 520 mm                                                     | 9 520 mm                                                     | 10 745 mm                                                    | 10 745 mm                                                    |
| Totale breedte         | 2 550 mm                                                     | 2 550 mm                                                     | 2 550 mm                                                     | 2 550 mm                                                     |
| Hoogte (excl. dakunit) | 2 885 mm                                                     | 2 885 mm                                                     | 2 885 mm                                                     | 2 885 mm                                                     |
| Wielbasis              | 4 130 mm                                                     | 4 130 mm                                                     | 5 355 mm                                                     | 5 355 mm                                                     |
| Vooroverbouw           | 2 515 mm                                                     | 2 515 mm                                                     | 2 515 mm                                                     | 2 515 mm                                                     |
| Achteroverbouw         | 2 875 mm                                                     | 2 875 mm                                                     | 2 875 mm                                                     | 2 875 mm                                                     |
| Versie                 | 2 deuren                                                     | 3 deuren                                                     | 2 deuren                                                     | 3 deuren                                                     |
| Aantal zitplaatsen     | 16 t/m 17                                                    | 14 t/m 15                                                    | 17 t/m 29                                                    | 15 t/m 18                                                    |

## Inzet
De Heuliez GX 137 wordt ingezet bij vooral Franse openbaar vervoersbedrijven. Het Franse vervoersbedrijf Citéa heeft één exemplaar in dienst voor de stadsdienst van Valence. Deze bus was de eerste bus en tegelijk ook het prototype bus. In Nederland is Qbuzz de enige gebruiker van dit type.
| Bedrijf        | Type        | Aantal | Series      | Bouwjaar  | Inzet                                   | Opmerking                                                                                                 | Afbeelding |  |
| België         | België      | België | België      | België    | België                                  | België | België     |  |
| -------------- | ----------- | ------ | ----------- | --------- | --------------------------------------- | --- | ---------- |  |
| TEC            | GX 137      | 2      | 4257 - 4258 | 2018      | Stadsbus Namen                          | Voormalig 7051 en 7091                                                                                    |            |  |
| TEC            | GX 137      | 10     | 6954 - 6963 | 2018      | Proxibus Waals-Brabant                  | |            |  |
| TEC            | GX 137      | 1      | 7051        | 2018      | Proxibus omgeving Charleroi             | In 2025 overgegaan naar Namen en hernummerd naar 4257 - 4258                                              |            |  |
| TEC            | GX 137      | 1      | 7091        | 2018      | Proxibus omgeving Charleroi             | In 2025 overgegaan naar Namen en hernummerd naar 4257 - 4258                                              |            |  |
| Frankrijk      |             |        |             |           |                                         | |            |  |
| Citéa          | GX 137 L    | 1      | ????        | 2013      | Stadsdienst Valence                     | Prototype bus                                                                                             |            |  |
| Ginko          | GX 137 L    | 2      | 96 - 97     | 2014      | Stadsdienst Besançon                    | |            |  |
| RATP           | GX 137      | 20     | 929 - 948   | 2014      | RATP-busnetwerk (Parijs, Île-de-France) | In de huisstijl van STIF-RATP.                                                                            |            |  |
| Réseau Mistral | GX 137      | 14     | 310 - 323   | ????      | Toulon                                  | |            |  |
| Réseau Mistral | GX 137 L    | 10     | 300 - 309   | ????      | Toulon                                  | |            |  |
| RUBAN          | GX 137      | 2      | 1523 - 1524 | 2014      | Bourgoin-Jallieu en L'Isle-d'Abeau      | |            |  |
| TCL            | GX 137      | 26     | 3401 - 3426 | 2014-2015 | Lyon                                    | |            |  |
| Tisséo         | GX 137 L    | 20     | 1401 - 1420 | 2013      | Toulouse                                | |            |  |
| Nederland      |             |        |             |           |                                         | |            |  |
| Qbuzz (U-OV)   | GX 137      | 1      | 4306        | 2014      | Utrecht                                 | Dit is een tijdelijke bus voor lijn 2 in afwachting van nieuwe elektrische bussen, ex-Lacroix, Uit dienst |            |  |
| Qbuzz (U-OV)   | GX 137 ELEC | 3      | 4307 - 4309 | 2021      | Utrecht (lijn 2)                        | |            |  |

## Verwante bustypes
- Heuliez GX 337; Standaardbusversie
- Heuliez GX 437; Gelede versie